# 黃秀嫻
黃秀嫻 (Wong Sau Han，1936年—)是「明眸皓齒，容貌娟好」的香港電影演員，自幼喪父；母親在粵劇戲班負責看管衣箱，13歲時的黃秀嫻在1949年跟粵劇艷旦羅麗娟學了兩年戲，就參演粵劇，曾為「新艷陽劇團」演出；並曾隨何非凡的「非凡響劇團」到廣州市演出兩個月。黃秀嫻的銀幕處女作為粵語喜劇《雄寡婦》(1955年11月)，飾演送嫁妹；息影電影為粵語喜劇《冒牌丈夫》(1964年12月)，飾演徐玉蓮，參演十多齣電影。

## 黃秀嫻的電影
1. 粵語喜劇《雄寡婦》(1955年11月)，飾演送嫁妹；
2. 粵語文藝片《後窗》(1955年12月)，飾演健身學員；
3. 粵語歌唱片《情僧偷到瀟湘館》(1956年6月)，飾演鶯兒；
4. 粵語故事片《寶蓮燈》(1956年6月)，飾演仙女；
5. 粵語歌唱片《血染楚王宮》(1956年9月)，飾演宮女；
6. 粵語歌唱片《香羅塚》(1957年12月)，飾演柳春；
7. 粵語喜劇《乖侄》(1959年5月)，飾演少女；
8. 粵語喜劇《黑市姑爺》(1959年8月)，飾演阿香；
9. 粵語文藝片《歷劫親情》(1961年3月)，飾演阿好；
10. 粵語喜劇《盲公睇女婿》(1961年11月)，飾演秋蟬；
11. 粵語武俠片《崑崙三女俠夜盜香魂帕》(1961年12月)，飾演村女；
12. 粵語文藝片《楊門女將告御狀》(1961年12月)，飾演馬賽英；
13. 國語喜劇《鍍金世界》(1962年2月)；
14. 國語喜劇《十夜柔情》(1962年2月)；
15. 粵語喜劇《冒牌丈夫》(1964年12月)，飾演徐玉蓮；

## 外部連結
- 香港電影資料館：黃秀嫻參演電影的記錄[永久]
- 香港影庫：黃秀嫻 （页面存档备份，存于）